# إيميتاي (فلم)
إيميتاي (بالفرنسية: Emitaï) هو فيلم دراما سنغالي صدر سنة 1971 وأخرجه عثمان سيمبين. فاز الفيلم سنة 1971 بالجائزة الفضية في الدورة السابعة من مهرجان موسكو السينمائي الدولي.
تدور أحداث الفيلم في أواخر الحرب العالمية الثانية، حين قامت حكومة فيشي بتجنيد الرجال من المُستعمرات الفرنسية. اندلعت ثورة في قرية سنغالية غالبية سُكانها من عرقية الديولا، حيث تُخفي النساء محصول الأرز بدلاً من إعطائه لمصلحة الضرائب الفرنسية. اندلعت الثروة في القرية تزامنا مع المعارك التي كانت تدور في العاصمة الفرنسية باريس. عندما تم تحرير العاصمة، ترى قرية ديولا صور شارل ديغول تحُل محل ملصقات المارشال بيتان فيشي، لكن ظروف القرية لم تتغير.
مُنع الفيلم من العرض في الدول الإفريقية الناطقة بالفرنسية لمُدة خمس سنوات.

## طاقم التمثيل
- روبرت فونتين في دور القائد.
- ميشيل رومودو الملازم.
- بيير بلانشارد في دور العقيد.

## روابط خارجية
إيميتاي على موقع IMDb (الإنجليزية)
- إيميتاي على موقع روتن توميتوز (الإنجليزية)
- إيميتاي على موقع ألو سيني (الفرنسية)
- إيميتاي على موقع Turner Classic Movies (الإنجليزية)
- إيميتاي على موقع أول موفي (الإنجليزية)
- إيميتاي على موقع فيلمافينيتي (الإسبانية)
- إيميتاي على موقع قاعدة بيانات الفيلم (الإنجليزية)
- إيميتاي على موقع ليتربوكسد (الإنجليزية)
- إيميتاي على موقع كينوبويسك (الروسية)